# SNRPD2
SNRPD2 (англ. Small nuclear ribonucleoprotein D2 polypeptide) – білок, який кодується однойменним геном, розташованим у людей на короткому плечі 19-ї хромосоми.  Довжина поліпептидного ланцюга білка становить 118 амінокислот, а молекулярна маса — 13 527.
| 10         |  | 20         |  | 30         |  | 40         |  | 50         |
| ---------- |  | ---------- |  | ---------- |  | ---------- |  | ---------- |
| MSLLNKPKSE |  | MTPEELQKRE |  | EEEFNTGPLS |  | VLTQSVKNNT |  | QVLINCRNNK |
| KLLGRVKAFD |  | RHCNMVLENV |  | KEMWTEVPKS |  | GKGKKKSKPV |  | NKDRYISKMF |
| LRGDSVIVVL |  | RNPLIAGK   |  |            |  |            |  |            |

A: Аланін

C: Цистеїн

D: Аспарагінова кислота

E: Глутамінова кислота

F: Фенілаланін

G: Гліцин

H: Гістидин

I: Ізолейцин

K: Лізин

L: Лейцин

M: Метіонін

N: Аспарагін

P: Пролін

Q: Глутамін

R: Аргінін

S: Серин

T: Треонін

V: Валін

W: Триптофан

Кодований геном білок за функцією належить до рибонуклеопротеїнів. 
Задіяний у таких біологічних процесах як процесінг мРНК, сплайсінг мРНК. 
Локалізований у цитоплазмі, ядрі.